# Emil Blücher
Emil Blücher (født 29. juli 1993 i Jersie Strand) er en dansk lokalpolitiker fra Liberal Alliance i Solrød Kommune.
Siden kommunalvalget 2013 har han siddet i Solrød Byråd, og i forbindelse med valget i 2021, blev han Danmarks yngste borgmester. Blücher er ligeledes medlem af Liberal Alliances hovedbestyrelse. 
I forbindelse med kommunalvalget 2025 har han annonceret, at han genopstiller til borgmesterposten.

## Privat
Privat er han gift med Regine Hovmøller (I), der ligeledes sidder i Solrød Byråd.

## Politisk karrierre
Emil Blücher er den første borgmester fra Liberal Alliance på landsplan, samt den første borgmester i Solrød Kommunes historie, der ikke er fra partiet Venstre. 
Blücher er Danmarks yngste borgmester, en titel han tager fra den et halvt år ældre socialdemokratiske borgmester i Holbæk, Christina Krzyrosiak Hansen. Krzyrosiak Hansen er dog stadig Danmarkshistoriens yngste borgmester, idet hun var 25, da hun blev borgmester første gang.
Blücher har siden 2023 været medlem af Liberal Alliances hovedbestyrelse.

### Byrådet i Solrød Kommune

#### 2014 – 2017
Emil Blücher sad i Solrød Byråd for Venstre i perioden 2014-2017, men skiftede i marts 2017 parti til Liberal Alliance.

#### 2018 - 2021
Ved kommunalvalget i november 2017, blev han opstillet som nummer to på Liberal Alliances kandidatliste. Blücher fik i den forbindelse 285 personlige stemmer, hvilket var femte flest i Solrød Kommune, og mere end partiets spidskandidat Henrik Boye.

#### Borgmester (2022 –)
Blücher har siden 1. januar 2022 været borgmester i Solrød Kommune. Han overtog posten efter Venstres Niels Emil Hörup, hvis parti hidtil havde haft borgmesterposten uafbrudt i mere end 50 år.
Ved valget i 2021, hvor Blücher var spidskandidat for Liberal Alliance, gik partiet 8 procentpoints frem til 14,9%, og Blücher selv opnåede et personligt stemmetal på 1581, hvilket var det højeste i kommunen.
På landsplan oplevede Liberal Alliance stor tilbagegang til valget, hvilket medførte at partiet blev reduceret fra 28 til blot 9 byrådsmedlemmer i hele Danmark.

##### Konstituering efter kommunalvalget 2021
Efter valget opstod en dramatisk konstitueringsproces, hvor Konservative på valgnatten skiftede borgmesterkandidat, hvorved at Morten Scheelsbeck (K) stod til at blive borgmester udenom Blücher og Liberal Alliance. Herefter valgte Blücher at støtte den socialdemokratiske spidskandidat Jonas Ring Madsen som borgmester, i en konstellation bestående af Socialdemokratiet, lokallisterne VoresSolrød og Havdruplisten, samt Dansk Folkeparti og Liberal Alliance.
Den 22. november, knap en uge efter valget, løb Blücher dog fra aftalen, da der blev lavet en ny konstituering mellem Liberal Alliance, Venstre og Det Konservative Folkeparti samt lokallisten Havdruplisten, der gjorde Emil Blücher til borgmester.
Ved det konstituerende byrådsmøde 1. december 2021 blev han endelig valgt af kommunalbestyrelsen som borgmester.

#### Omkonstituering december 2023
Da byrådet vedtog budgettet for 2024-2027, som indeholdt store besparelser, besluttede budgetparterne samtidig at spare på byrådet selv. Dette betød bl.a., at to politiske udvalg blev slået sammen til et udvalg.
Ændringerne i udvalgene krævede, at byrådets styrelsesvedtægt blev ændret, og i den forbindelse har byrådet konstitueret sig i nye valggrupper. 
Det gældende flertal i Solrød Byråd udgøres således af Liberal Alliance, Det Konservative Folkeparti, Danmarksdemokraterne, lokallisterne Havdruplisten og VoresSolrød.